# AEL Limassol (Basketball)
AEL Limassol (griechisch Αθλητική Ένωση Λεμεσού Athlitiki Enosi Lemesou) ist ein Basketballverein aus Limassol auf Zypern. Er ist Meister des Zyprischen Basketballverbandes und wurde im Jahre 1966 gegründet.

## Erfolge der Männer
- FIBA Regional Challenge Cup: 2003
- Zyprischer Meister: 13-mal (1974, 1978, 1980, 1982, 1983, 1985, 1987, 1988, 2003, 2004, 2005, 2006, 2007)
- Zyprischer Pokalsieger: 9-mal (1978, 1980, 1981, 1982, 1983, 1985, 2004, 2008, 2009)
- Super-Cup-Titel: 5-mal (1985, 1988, 2003, 2005, 2008)

## Erfolge der Damen
- Zyprischer Meister: 5(1993, 1997, 1998, 2003, 2006)
- Zyprischer Pokalsieger: 6 (1993, 1995, 1996, 1997, 1998, 2006)
- Super-Cup-Titel: 2 (1998, 2008)